# 稲垣早苗

稲垣早苗

稲垣 早苗（いながき さなえ、1910年1月1日 - 1999年3月31日）は、日本の経営者。

## 経歴
静岡県富士市出身。1930年に明治学院高等商業部を卒業。1943年10月、稲垣の知人の紹介で日本統計機に入社。同社は日本ワットソン統計会計機（後の日本IBM）の財産が敵産管理法によって凍結された際にその顧客が出資して1943年6月に設立された会社で、IBM製品の保守サービスを提供していた。1950年、営業活動を再開した日本IBMに営業課長として入社。
1956年に営業担当取締役に就任。1960年に生産担当常務、副社長を経て、1962年に社長に就任した。1975年に会長に就任し、1980年3月から相談役を務めた。
1975年4月に藍綬褒章を受章し、1980年4月に勲三等旭日中綬章を受章。
1999年3月31日肺炎のために死去。89歳没。